# Hostěradice
Hostěradice település Csehországban, a Znojmói járásban. Hostěradice Skalice, Želetice, Vítonice, Dobelice, Kadov, Oleksovice, Petrovice, Morašice és Miroslav településekkel határos. Lakosainak száma 1647 fő (2024. január 1.).

## Népesség
A település lakosságának változását az alábbi diagram mutatja:
| Lakosok száma | 2034 | 2021 | 1964 | 1551 | 1487 | 1461 | 1496 | 1541 | 1618 | 1647 |
|               | 1869 | 1890 | 1921 | 1950 | 1980 | 2001 | 2017 | 2019 | 2022 | 2024 |